# Zingiber phumiangense
Zingiber phumiangense är en enhjärtbladig växtart som beskrevs av Chaveer. och Mokkamul. Zingiber phumiangense ingår i släktet Zingiber och familjen Zingiberaceae. Inga underarter finns listade i Catalogue of Life.